# Кукурузные хлопья
Кукуру́зные хло́пья (англ. Corn flakes) — пищевой продукт из зёрен кукурузы.
Подобные продукты вырабатываются также из зёрен пшеницы, риса, овса и других культур.

## История открытия рецепта
История кукурузных хлопьев берёт начало в XIX веке. Владельцы санатория «Батл-Крик» в одноимённом городе штата Мичиган, доктор Келлог и его брат Уилл Кит Келлог готовили какое-то блюдо из кукурузной муки, но им срочно понадобилось отлучиться по неотложным делам пансиона. Когда же они вернулись, то обнаружили, что кукурузная мука испортилась. Так как их бюджет был жёстко ограничен, Келлоги всё равно решили приготовить из муки тесто, однако тесто свернулось, и получились хлопья и комки. Братья от отчаяния пожарили эти хлопья, и оказалось, что некоторые из них стали воздушными, а некоторые приобрели приятную хрустящую консистенцию.
Впоследствии эти хлопья были предложены пациентам доктора Келлога в качестве нового блюда и, подававшиеся к столу с молоком и кефиром, они были очень популярны.
Добавив в хлопья сахар, Уилл Кит Келлог сделал их вкус более приемлемым для широкой аудитории. Так в 1895 году Джон Харви Келлог подал заявку на патент на оригинальные кукурузные хлопья (от 31 мая). В 1906 году Келлоги начали массовое производство нового типа пищи и основали собственную компанию — Kellogg’s, которая до сих пор является лидером по производству кукурузных хлопьев и сухих завтраков.

## Технология изготовления
Технология изготовления включает процессы удаления с зёрен оболочек, отделения зародышей, получения крупы, с последующей её варкой в сахарно-солевом сиропе, затем плющения в тонкие лепестки и их обжарки в печах при температуре 140 °C до хрустящего состояния.
Впоследствии хлопья могут быть покрыты глазурью; в том числе и с наполнителем: орехами, цукатами, кондитерской крошкой и т. д.

## Употребление
Хлопья годятся к употреблению как самостоятельный продукт. Как правило, кукурузные хлопья, как и мюсли, едят, предварительно заливая их холодным молоком, йогуртом или соком.
В настоящее время кукурузные хлопья — интернациональный продукт и позиционируется как одно из любимых детьми лакомств.